# Post-Suburbanisierung
Post-Suburbanisierung ist ein der Suburbanisierung zeitlich folgender Aspekt der Stadtentwicklung, der die Abwanderung zentraler Dienstleistungen von der Kernstadt in das Umland beschreibt. Das Ergebnis der Post-Suburbanisierung wird als Postsuburbia bezeichnet.
Nach der Stadt-Land-Dichotomie des Mittelalters und der frühen Neuzeit („Bürger und Bauer scheidet die Mauer“) änderte sich das Siedlungsmuster hin zum Stadt-Land-Kontinuum. Dieses war durch die zentrale Position einer Kernstadt, in denen die wichtigsten Funktionen im Stadtkern angeordnet waren, und einem suburbanen Ring aus Wohnvierteln geprägt. Die größere Bedeutung einer Agglomeration gegenüber ihrem Umland wurde als Zentralität (Zahl und Bedeutung „zentraler“ Güter und Dienstleistungen im Stadtkern) gemessen. 
Im ausgehenden 20. Jahrhundert löste sich diese Struktur in Richtung eines Stadt-Land-Verbundes auf. Immer mehr zentrale Dienste (Einzelhandel in Form von Einkaufszentren, Gewerbeparks, Dienstleistungsbetrieben, (Privat-)Universitäten und andere Einrichtungen) wanderten in das Umland ab. Umlandgemeinden sind heute meist nicht mehr funktionale Ergänzungsräume der Kernstadt, sondern aktive Arbeits- und Versorgungsgemeinden mit größerer sozialer Heterogenität.